# Frondaria
Frondaria – rodzaj roślin z rodziny storczykowatych (Orchidaceae). Obejmuje 3 gatunki występujące w Ameryce Południowej w Boliwii, Kolumbii, Ekwadorze, Peru.

## Systematyka
Rodzaj sklasyfikowany do podplemienia Pleurothallidinae w plemieniu Epidendreae, podrodzina epidendronowe (Epidendroideae), rodzina storczykowate (Orchidaceae), rząd szparagowce (Asparagales) w obrębie roślin jednoliściennych.
Wykaz gatunków
- Frondaria caulescens (Lindl.) Luer
- Frondaria colombiana Szlach., Kolan. & Rykacz.
- Frondaria graminea (Schltr.) Szlach., Kolan. & Rykacz.